# Olga Mariano
Olga Mariano, também conhecida por Olga Natália (Évora, 1950) é uma mediadora sócio-cultural, escritora, ativista pelos direitos da comunidade cigana e cofundadora da AMUCIP – Associação para o Desenvolvimento das Mulheres Ciganas Portuguesas e da Associação de Investigação e Dinamização das Comunidades Ciganas e da Letras Nómadas – Associação de Investigação e Dinamização das Comunidades Ciganas. Foi a primeira mulher cigana a tirar a carta de condução em Portugal.

## Percurso
Mariano nasceu em Évora, em 1950 no seio de uma família cigana. Aos 4 anos, mudou-se com a família para o Fogueteiro, na freguesia da Amora, concelho do Seixal. Na década de 1960, frequentou a escola na Amora, a cerca de cinco quilómetros do Fogueteiro. Durante a infância e juventude passava temporadas em Évora, com as tias paternas.
Aos 17 anos, foi emancipada pelo pai e tornou-se a primeira mulher cigana a tirar a carta de condução em Portugal, por ser a única da família que tinha concluído a 4ª classe, um critério obrigatório para fazer o exame de condução. A partir desse momento, passou a levar os pais às feiras de Sesimbra e de Cascais e a transportar a família a festas no Alentejo.
Durante 25 anos, trabalhou na feira de Almada, onde tinha uma banca juntamente com o marido, onde vendia têxteis e vestuário. Em 1999, após ficar viúva, Mariano foi selecionada, juntamente com outras cinco mulheres ciganas e onze africanas, para frequentar um curso de mediadora sociocultural. Em 2000, na sequência deste curso, em conjunto com mais quatro mulheres ciganas - Alzinda, Anabela, Sónia e Noel -, formou a AMUCIP – Associação para o Desenvolvimento das Mulheres Ciganas Portuguesas, a primeira associação de mulheres ciganas em Portugal. Ao assumir a presidência, tornou-se a primeira mulher cigana a liderar uma associação deste género em Portugal, cargo que manteve até 2013.
Entre 2000 e 2005 trabalhou como mediadora socio-cultural numa escola do Bairro Padre Cruz, em Lisboa. Entre 2007 e 2009, integrou o Gabinete de Ação Social da Câmara Municipal do Seixal, onde, em conjunto com as técnicas da Autarquia, apoiou a resolução das necessidades dos bairros. Durante este tempo, Mariano foi voluntária numa escola do concelho, com o objectivo de aumentar a representatividade das pessoas ciganas no contexto escolar, em função da ausência de menção à cultura cigana nos manuais escolares.
Em 2009 passou a ser mediadora municipal na Câmara Municipal do Seixal, e deu formação a técnicos municipais e de assistência social em história e cultura cigana, a nível nacional.
Em 2013, no âmbito do Romed - Programa Europeu de Formação para Mediadores Ciganos, lançado pelo Conselho da Europa em 2011, pelo qual é formadora, cocriou a Letras Nómadas, uma Associação cujo objectivo é a investigação-acção sobre as comunidades ciganas em Portugal, em conjunto com Bruno Gonçalves, primeiro presidente da Associação de Ciganos de Coimbra e antigo vice-presidente do Centro de Estudos Ciganos. Mariano assume a presidência da direção.
Em março de 2019 representou a associação Letras Nómadas na audição que teve lugar no Auditório António de Almeida Santos da Assembleia da República, no âmbito da elaboração de um relatório sobre racismo, xenofobia e discriminação étnico-racial, juntamente com outros representantes das comunidades ciganas e de organizações que trabalham com estas pessoas.

## Obra
Mariano tem três obras publicadas sob o nome Olga Natália.
- Olga Natália (2000), Poemas desta vida cigana. Editora RealImo, Setúbal.
- Olga Natália (2002), Festejando a Vida. Editora RealImo, Setúbal.
- Olga Natália (2003), Inquietudes. Editora RealImo, Setúbal.

## Reconhecimentos e Prémios
- Em dezembro de 2017, esteve presente numa audiência no Palácio de Belém, no âmbito da parceria da Letras Nómadas com o Alto Comissariado para as Migrações (ACM) e com a Rede Portuguesa de Jovens para a Igualdade de Oportunidades entre Mulheres e Homens, que visou a criação do Programa Operacional para a Promoção da Educação (OPRE), enquanto pioneira do programa. O objectivo deste programa é a atribuição de bolsas de estudo universitárias, formação, tutoria e acompanhamento de jovens bolseiros/as das comunidades ciganas e suas respetivas famílias.[11][12]

- Em 2018 recebeu, em nome da Letras Nómadas, uma medalha de ouro comemorativa do 70.º aniversário da Declaração Universal dos Direitos Humanos, e discursou na Assembleia da República.[13]